# Wencheng Kongjo
Wencheng Kongjo (文成公主; anni 620 – 680) è stata una principessa cinese.

## Biografia
Figlia di Li Daozong, un ufficiale cugino dell'imperatore Taizong, da cui deriva il nome di battesimo della principessa, il suo matrimonio con il re Songtsen Gampo pose fine alla guerra tra tibetani e cinesi.
Wencheng Kongjo è importante in quanto, secondo la tradizione, è stata una delle fondatrici del buddismo in Tibet. Ordinò la costruzione della statua di Jowo Śākyamuni, che fu portata nel tempio di Ramoche (oggi sita nel Jokhang di Lhasa).
Sul conto di questa principessa si raccontano molte leggende. Si dice che alcune incisioni e iscrizioni a Denma Drak, nel Kham, onorino la sua sosta nella regione. Un'altra leggenda narra che l'antica statua del Buddha a Lhagang sia stata portata dalla principessa da Chang'an.
Negli anni 2000 la vita di Wencheng è stata uno degli argomenti chiave del processo di assimilazione culturale del Tibet da parte della Repubblica Popolare Cinese.